# Phostria biguttata
Phostria biguttata là một loài bướm đêm trong họ Crambidae.